# Église Sant'Orsola a Chiaia
L'église Sant'Orsola a Chiaia (Sainte-Ursule-de-Chiaia), appelée aussi église Sant'Orsola dei Mercedari Spagnoli (Sainte-Ursule-des-Mercédaires-Espagnols) est une église baroque du centre historique de Naples, protégé par l'UNESCO. Elle se trouve lungo Sant'Orsola, le long de la via Chiaia.

## Histoire

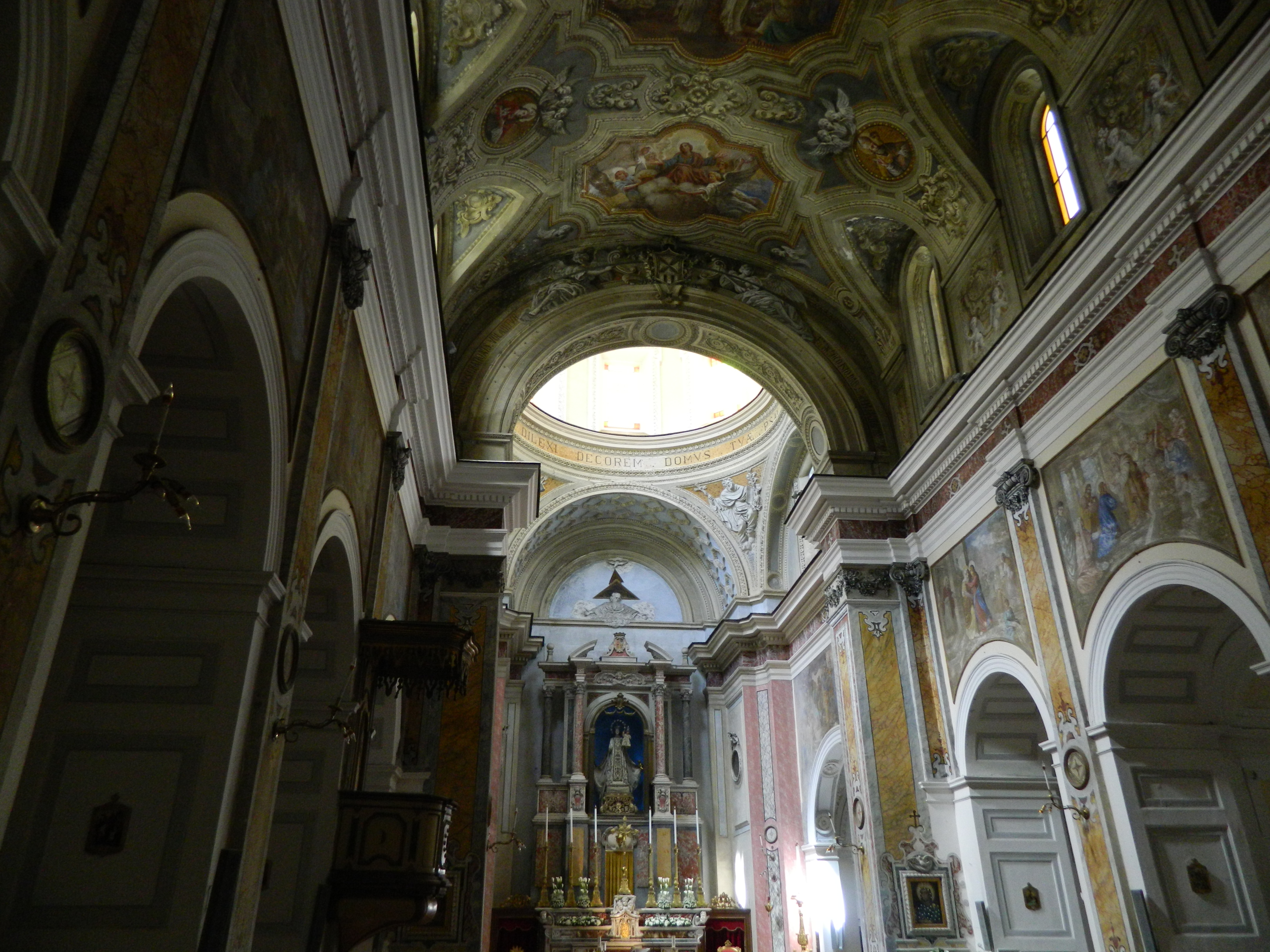
Intérieur de l'église.

Il existait d'abord une petite chapelle nobiliaire, bâtie au milieu du XVIe siècle par un gentilhomme espagnol, Hannibal de Troyanis y Mortella, qu'il fait consacrer à sainte Ursule. Il en fait don en 1569 aux Pères mercédaires, dont l'ordre a vocation de payer les rançons des chrétiens réduits en esclavage par les pirates musulmans et qui ont été appelés à Naples en 1442 par Alphonse V d'Aragon. Ils démolissent la petite chapelle en 1576, pour construire une grande église et un nouveau couvent.
L'église est remaniée en 1850. Le cloître, qui abritait les tombes des mercédaires, est démoli en 1875 et on construit à son emplacement le théâtre Sannazaro. Les mercédaires quittent leur couvent en 1923.

## Description

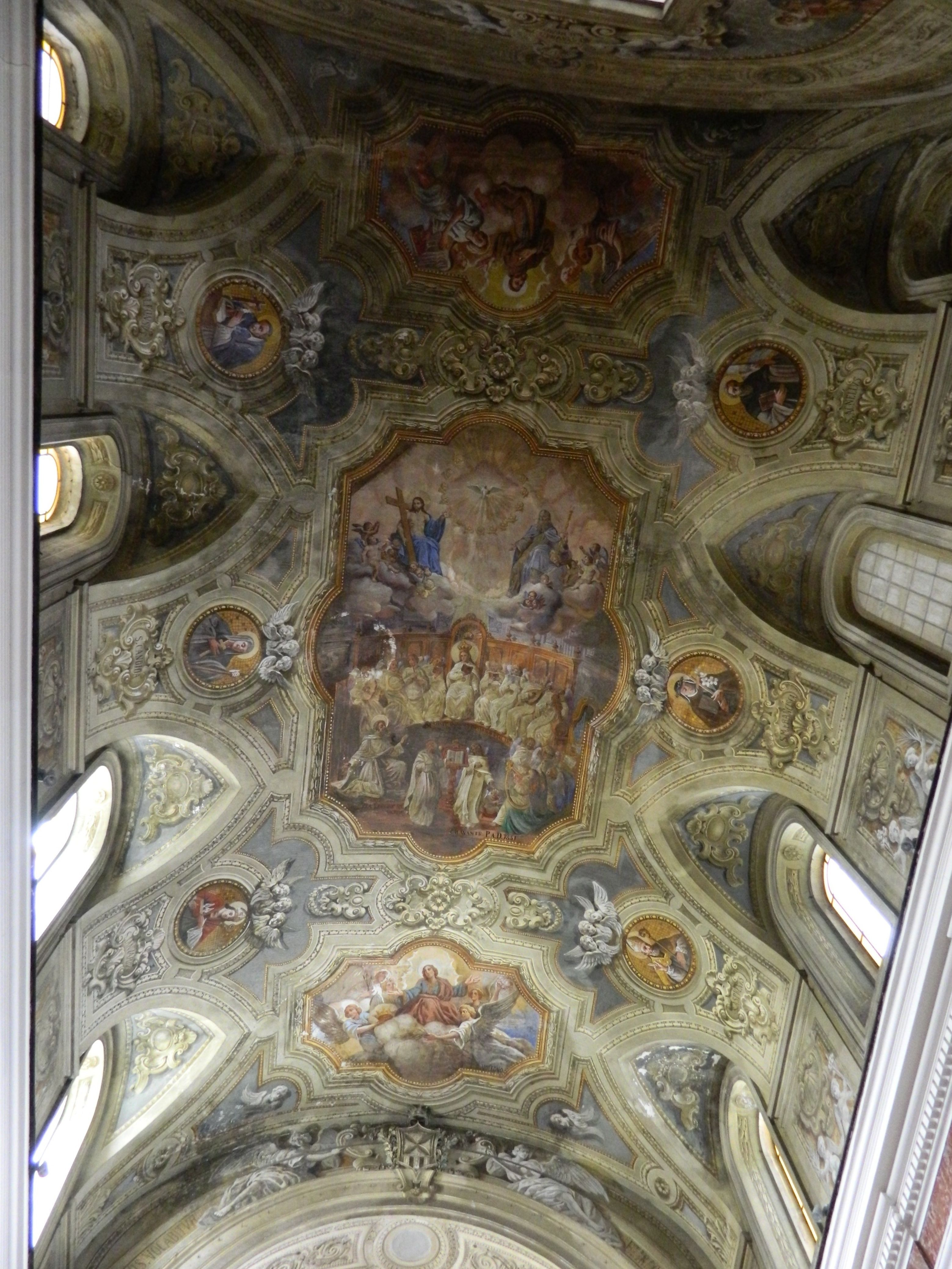
Voûte recouverte de fresques.

Cette église imposante a gardé toute sa majesté, même si une grande partie de son décor original a disparu. L'intérieur est entièrement recouvert de fresques. G. Gravante est l'auteur des fresques sur La Vie de la Vierge (1851) et de La Rédemption des captifs(1852). Deux tableaux du XVIIe siècle, qui se trouvaient autrefois dans la crypte, sont aujourd'hui montrés dans le transept droit.

## Source de la traduction
- (it) Cet article est partiellement ou en totalité issu de l’article de Wikipédia en italien intitulé « Chiesa di Sant'Orsola a Chiaia » (voir la liste des auteurs).